# Colnago-CSF Inox/Saison 2011
Dieser Artikel listet Erfolge und Mannschaft des Radsportteams Colnago-CSF Inox in der Saison 2011 auf.

## Erfolge in der UCI Asia Tour
Bei den Rennen der UCI Asia Tour im Jahr 2011 gelangen dem Team nachstehende Erfolge.
| Datum    | Rennen                         | Kat. | Fahrer       |
| -------- | ------------------------------ | ---- | ------------ |
| 6. Juli  | 5. Etappe Tour of Qinghai Lake | 2.HC | Sacha Modolo |
| 10. Juli | 9. Etappe Tour of Qinghai Lake | 2.HC | Sacha Modolo |

## Erfolge in der UCI Europe Tour
Bei den Rennen der UCI Europe Tour im Jahr 2011 gelangen dem Team nachstehende Erfolge.
| Datum        | Rennen                                            | Kat. | Fahrer             |
| ------------ | ------------------------------------------------- | ---- | ------------------ |
| 30. Januar   | 3. Etappe Giro della Provincia di Reggio Calabria | 2.1  | Manuel Belletti    |
| 22. März     | 1a. Etappe Settimana Internazionale               | 2.1  | Manuel Belletti    |
| 15. April    | 3. Etappe Vuelta a Castilla y León                | 2.1  | Filippo Savini     |
| 26. April    | 2. Etappe Presidential Cycling Tour of Turkey     | 2.HC | Manuel Belletti    |
| 20. Juli     | 1. Etappe Brixia Tour                             | 2.1  | Marco Frapporti    |
| 22. Juli     | 3. Etappe Brixia Tour                             | 2.1  | Manuel Belletti    |
| 23. Juli     | 4. Etappe Brixia Tour                             | 2.1  | Domenico Pozzovivo |
| 24. Juli     | 5. Etappe Brixia Tour                             | 2.1  | Sacha Modolo       |
| 3. August    | 1. Etappe Post Danmark Rundt                      | 2.HC | Sacha Modolo       |
| 6. August    | 4. Etappe Post Danmark Rundt                      | 2.HC | Sacha Modolo       |
| 17. August   | Coppa Agostoni                                    | 1.1  | Sacha Modolo       |
| 1. September | 2. Etappe Settimana Ciclistica Lombarda           | 2.1  | Sacha Modolo       |
| 2. September | 3. Etappe Settimana Ciclistica Lombarda           | 2.1  | Sacha Modolo       |
| 6. September | 1. Etappe Giro di Padania                         | 2.1  | Sacha Modolo       |
| 8. September | 3. Etappe Giro di Padania                         | 2.1  | Sacha Modolo       |
| 6. Oktober   | Coppa Sabatini                                    | 1.1  | Enrico Battaglin   |

## Abgänge – Zugänge
| Zugänge          | Team 2010            | Abgänge            | Team 2011                 |
| ---------------- | -------------------- | ------------------ | ------------------------- |
| Andrea Piechele  | CarmioOro NGC        | Alan Marangoni     | Liquigas-Cannondale       |
| Manuele Caddeo   | Zheroquadro Radenska | Marcello Pavarin   | Vacansoleil-DCM           |
| Paolo Locatelli  | Neoprofi             | Alessandro Bisolti | Farnese Vini-Neri Sottoli |
| Omar Lombardi    | Neoprofi             | Michele Gaia       | Miche-Guerciotti          |
| Angelo Pagani    | Neoprofi             | Mattia Gavazzi     | Unbekannt                 |
| Andrea Pasqualon | Neoprofi             | Enrico Zen         | Unbekannt                 |

## Mannschaft
| Name                   | Geburtstag             | Nationalität |              |
| ---------------------- | ---------------------- | ------------ | ------------ |
| Manuel Belletti        | 14. Oktober 1985       | Italien      |              |
| Gianluca Brambilla     | 22. August 1987        | Italien      |              |
| Manuele Caddeo         | 2. März 1986           | Italien      |              |
| Federico Canuti        | 30. August 1985        | Italien      |              |
| Alberto Contoli        | 21. Dezember 1987      | Italien      |              |
| Marco Frapporti        | 30. März 1985          | Italien      |              |
| Paolo Locatelli        | 4. November 1989       | Italien      |              |
| Omar Lombardi          | 16. September 1989     | Italien      |              |
| Sacha Modolo           | 19. Juni 1987          | Italien      |              |
| Angelo Pagani          | 4. August 1988         | Italien      |              |
| Andrea Pasqualon       | 2. Januar 1988         | Italien      |              |
| Andrea Piechele        | 29. Juni 1987          | Italien      |              |
| Stefano Pirazzi        | 11. März 1987          | Italien      |              |
| Domenico Pozzovivo     | 30. November 1982      | Italien      |              |
| Filippo Savini         | 2. Mai 1985            | Italien      |              |
| Simone Stortoni        | 7. Juli 1985           | Italien      |              |
| Stagiaires             | Stagiaires             | Nationalität | Nationalität |
| Enrico Battaglin       | Enrico Battaglin       | Italien      |              |
| Sonny Colbrelli        | Sonny Colbrelli        | Italien      |              |
| Christian Delle Stelle | Christian Delle Stelle | Italien      |              |

## Platzierungen in UCI-Ranglisten
UCI Asia Tour 2011
|      | Fahrer             | Punkte |
| ---- | ------------------ | ------ |
| 41.  | Sacha Modolo       | 76     |
| 103. | Omar Lombardi      | 30     |
| 131. | Andrea Pasqualon   | 20     |
| 145. | Domenico Pozzovivo | 17     |
| 283. | Paolo Locatelli    | 5      |
| 283. | Angelo Pagani      | 5      |
| 333. | Alberto Contoli    | 2      |

UCI Europe Tour 2011
|      | Fahrer             | Punkte |
| ---- | ------------------ | ------ |
| 9.   | Sacha Modolo       | 372    |
| 13.  | Domenico Pozzovivo | 354    |
| 15.  | Manuel Belletti    | 336    |
| 74.  | Simone Stortoni    | 155    |
| 114. | Federico Canuti    | 116    |
| 207. | Gianluca Brambilla | 78     |
| 364. | Stefano Pirazzi    | 44     |
| 560. | Marco Frapporti    | 24     |
| 659. | Filippo Savini     | 17     |
| 668. | Andrea Pasqualon   | 16     |
| 878. | Andrea Piechele    | 8      |